# Amortissement comptable
Pour les articles homonymes, voir amortissement.
L'amortissement comptable d'un investissement pour une entreprise est l'étalement de son coût sur sa durée d'utilisation.

## Histoire
Les premiers cas d'amortissement comptable rapportés dans l'histoire de la comptabilité remontent au XVIe siècle, où les marchands vénitiens et toscans constatent le « dépérissement » de leurs appareillages techniques. On en retrouve la pratique dans des inventaires du XVIIe siècle, la dépréciation pouvant selon les cas être indépendante de la comptabilité en partie double, ou s'inscrire directement au résultat. La Compagnie des Indes tient des « comptes de retour » pour chaque navire, correspondant à un embryon de comptabilité analytique ; elle intègre dans ces comptes une « moins-value du navire »,. Les statuts de cette Compagnie stipulent que « dans aucun cas le capital de ladite Compagnie ne pourra être entamé par le dividende ». Cette conception du capital, conçu comme un fonds de garantie, servira de fondement juridique à l'amortissement au XIXe siècle. L'apparition de sociétés de type en commandite, et la séparation entre détenteurs du capital fixes et personnes assurant l'exploitation favorise la multiplication des cas de recours à l'amortissement.
En France, l'amortissement comptable est devenu légal après la loi fiscale de 1917, qui a eu pour objectif et pour résultat de favoriser une augmentation des investissements des entreprises dans l'entre-deux-guerres et permis une forte croissance de l'économie et de la Bourse de Paris.

## Enjeux de l'amortissement comptable
L'amortissement comptable a :
- une fonction juridique comme dépréciation fatale et irréversible du fait de l'usure ou de l'obsolescence ;
- une fonction financière soulignant le besoin de renouvellement des immobilisations ;
- une fonction économique comme allocation du coût de détention du capital fixe ;
- une fonction fiscale.

Certaines immobilisations (hormis par exemple les terrains) sont des actifs amortissables en fin d'exercice comptable et leur durée d'utilisation est parfois déterminante.

## Caractéristiques principales de l'amortissement comptable

### Enregistrement comptable de l'amortissement
En France, en fin d'exercice comptable, il est nécessaire de passer une écriture (dotation pour amortissement) pour chaque immobilisation dont la durée d'utilisation est déterminable.
| Compte | Intitulé                                                 | Débit | Crédit |
| ------ | -------------------------------------------------------- | ----- | ------ |
| 681..  | Dotation aux amortissements, dépréciations et provisions | ...   |        |
| 28..   | Amortissements de…                                       |       | …      |

Les amortissements à la cession ou à un sinistre… doivent être repris (compte 28.. au débit).

#### Base d'amortissement
Elle est égale au coût d'acquisition, majorée des frais de mise en service et de livraison le cas échéant. En cas de valeur résiduelle significative et connue à l'avance (engagement de reprise par exemple) il est possible de déduire sur le plan comptable le montant de cette valeur résiduelle. Sur le plan fiscal, cette possibilité de déduction n'existe pas, et il convient alors de retraiter les écritures.
En cours de vie, cette base d'amortissement peut par ailleurs être diminuée en cas de dépréciation.
Lorsqu'un bien a été acquis gratuitement, sa base d'amortissement est égale à sa valeur vénale.
Les biens d’une valeur inférieure à 500 euros peuvent être enregistrés directement en charges, et ne constituent pas dans ce cas des immobilisations.

#### Durée d'amortissement
Il convient de se référer à la façon dont l’entité va utiliser le bien. La durée d’utilisation est retenue comme durée d'amortissement. En France, les entreprises ne dépassant pas, pour deux exercices successifs, deux des trois seuils suivants peuvent utiliser la valeur d'usage (fiscale) et non d'utilité comme durée d'amortissement : chiffre d'affaires ≤ 7 300 000 €, total bilan ≤ 3 650 000 € et nombre de salariés ≤ 50. Les critères qui permettent d'évaluer la durée d'utilisation doivent être physiques, techniques et juridiques.

### Modes d’amortissement acceptés comptablement

#### Les amortissements classiques
Le mode d’amortissement retenu doit traduire au mieux le rythme de consommation des avantages économiques attendus. Cette consommation peut être déterminée :
- en unités de jours de vie de l'achat immobilisé (ce qu'on appelle généralement l'amortissement économique) ;
- en unité d’œuvre lorsque ces dernières reflètent plus correctement le rythme de consommation des avantages économiques attendus.

Le mode d’amortissement peut être en linéaire, croissant ou décroissant, en unité de temps ou calculé en fonction du nombre de kilomètres parcourus, de pièces produites, d’heures de travail. Toutefois, à défaut de mode mieux adapté, le linéaire est appliqué (voir en fiscalité).

##### Mode linéaire comptable
L'amortissement linéaire est une méthode d'amortissement à annuités constantes.
- Début du calcul : date de la mise en service du bien.
- Base amortissable : Valeur origine - Valeur résiduelle.
- Valeur nette comptable (VNC) : Valeur à une date précise de la valeur de l'immobilisation: VNC = Valeur d'origine - Cumul des amortissements depuis l'origine. Si la valeur actuelle (qui est le maximum entre la valeur vénale et la valeur d'utilité) est plus faible que la VNC, il faudra provisionner la différence.

- Sortie de l'immobilisation : le calcul se fait jusqu'au jour de la sortie de l'immobilisation.
- Taux en % = 100 % / durée d'utilisation.
- Calcul de l'amortissement = Base amortissable * Taux * nombre de jours/360 (en comptabilité les mois durent 30 jours pour faciliter les écritures).

##### Méthode Softy
Taux en % = {\displaystyle {\frac {2\times N}{Du^{2}+Du}}}
Avec Du la durée d'utilisation et N l'année d'amortissement, mais en sens inverse (par exemple si on amortit un bien sur 5 ans la première année d'amortissement sera notée 5, la seconde 4, etc.).
Exemple :
la méthode de calcul softy (pour Sum OF The Years) est la suivante :
- vous faites la somme des années (d'où le nom). Dans cet exemple cela nous donne : 1 + 2 + 3 + 4 + 5 = 15. Les amortissements vont donc être calculés en 15e.

- vous calculez ensuite l'amortissement comme suit :

1re année : amortissement de 5/15e de la valeur d'acquisition ;
2e année : amortissements de 4/15e ;
etc.
Au total cela donne 5/15e + 4/15e + 3/15e + 2/15e + 1/15e = 15/15e.

## Caractéristiques principales de l'amortissement fiscal

### Durée d'amortissement
En matière fiscale, on retient la durée d’usage qui est fonction de la nature du bien.
En France, certaines durées doivent être suivies selon l'article 39.1.2 du CGI.
À noter qu'un amortissement exceptionnel sur 12 mois est possible en France pour :
- le matériel qui économise l'énergie ou limite le bruit ;
- les immeubles antipollutions ;
- le matériel agricole qui protège l'environnement ;
- les logiciels acquis (les logiciels acquis au cours d’un exercice ouvert depuis le 1er janvier 2017 ne peuvent plus bénéficier de l’amortissement fiscal exceptionnel de 12 mois)[8].

À savoir : les terrains ne sont pas amortissables.
L'administration fiscale admet toutefois un écart de 20 % par rapport aux usages de la profession en matière de durée d'amortissement, si celui-ci est justifié. Pour les biens d'occasion, il faut bien sûr tenir compte de leur état à la date de rachat.

### Base d'amortissement
La base est la valeur brute de l'immobilisation corporelle.

### Modes d’amortissement acceptés fiscalement

#### Mode linéaire fiscal
L'amortissement linéaire est une méthode d'amortissement à annuités constantes qui correspond au régime de droit commun (toujours accepté en fiscalité).
- Début du calcul : mise en service du bien
- Base amortissable : valeur origine
- Sortie de l'immobilisation : le calcul se fait jusqu'au jour de la sortie de l'immobilisation
- Taux en % = 100 % / nombre d'années d'amortissement (en fiscalité)
- Calcul de l'amortissement = Base amortissable * Taux * nombre de jours/360

Exemple :
Valeur d'origine : 20 000 € HT
Date de mise en service : 05/01/2008
Durée : 5 ans, taux = 20 %
Base amortissable : 20 000 (valeur d'origine, on ne tient pas compte de la valeur résiduelle)
calcul de l'amortissement de 2008 (année incomplète) :
(20000 * 20 %)*((360-5)/360) = 3944,44
calcul de l'amortissement de 2009 à 2012 (années complètes) :
20000 * 20 % = 4000
Tableau d'amortissement
| Année | Amortissement        | Valeur nette comptable |
| ----- | -------------------- | ---------------------- |
| 2008  | 3944,44              | 16055,56               |
| 2009  | 4000                 | 12055,56               |
| 2010  | 4000                 | 8055,56                |
| 2011  | 4000                 | 4055,56                |
| 2012  | 4000                 | 55,56                  |
| 2013  | 4000-3944,44 = 55,56 | 0                      |

Remarque: il n'y a pas de valeur résiduelle car l'immobilisation est complètement amortie.

#### Mode dégressif fiscal en France
L'amortissement dégressif est une méthode permettant de constater une dépréciation plus forte au cours des premières années de la durée de vie du bien. C'est une incitation fiscale à l'investissement.
Pour obtenir le taux de l'amortissement dégressif, on applique un coefficient au taux linéaire. Ce coefficient varie selon la durée de vie du bien. Ainsi :
| Durée de vie  | coefficient  |
| ------------- | ------------ |
| 3 et 4 ans    | 1.25 ou 1.75 |
| 5 et 6 ans    | 1.75 ou 2.25 |
| 7 ans et plus | 2.25 ou 2.75 |

(article 29 de la loi de finances rectificative pour 2008)
Par exemple, pour un bien d'une durée de vie de 4 ans, le taux d'amortissement linéaire est de 25 %, et le taux d'amortissement dégressif est de 25 x 1,75 = 43,75 %
Ce type d'amortissement est réservé aux biens neufs ayant une durée d’utilisation d’au moins trois ans et il ne doit pas s'agir d'un véhicule de tourisme.
La première annuité se calcule par mois entiers, à partir du premier jour du mois d'acquisition du bien et non à partir de sa date de mise en service. À chaque annuité, il faudra prendre la valeur nette fiscale.
On abandonne l’amortissement dégressif pour l’amortissement linéaire lorsque le taux dégressif devient inférieur au taux linéaire calculé sur la durée restante
Exemple :
Pour un bien de 10 000 € à amortir sur 5 ans acquis le 8 avril 2009 (Il reste 9 mois dans l'année).
| Années | Amortissements                     | Valeur nette |
| ------ | ---------------------------------- | ------------ |
| 2009   | 10000 x (20% x 2,25) x 9/12 = 3375 | 6625         |
| 2010   | 6625 x (20% x 2,25) = 2981         | 3644         |
| 2011   | 3644 x (20% x 2,25) = 1640         | 2004         |
| 2012   | 2004 x (1/2) = 1002                | 1002         |
| 2013   | 1002                               | 0            |

## Autres types d'amortissement
L'amortissement dérogatoire est un amortissement comptable réalisé pour des raisons d'harmonisation fiscale. Il est régi par des principes juridiques et jurisprudentiels complexes.
L'amortissement en comptabilité nationale est la consommation de capital fixe. Mais la comptabilité nationale relève du domaine des statisticiens dans le domaine de la macroéconomie.
Les normes IFRS, et notamment la norme IAS 36, ont introduit la notion d'amortissement par composant, qui consiste en l'amortissement de chaque partie d'une immobilisation à part. Exemple: Sièges pour un autobus.

## Fiscalité des autres pays
En France, l'impôt sur les sociétés est calculé sur le résultat courant, alors que c'est l'excédent brut d'exploitation (EBE) dans d'autres pays. Le projet de loi de finances 2014 créé un nouvel impôt sur l'excédent brut d'exploitation , dont la dernière version serait un « excédent net », calculé en déduisant l'amortissement comptable, pour ne pas taxer l'investissement des entreprises et en exonérant les PME. Le nouvel impôt taxerait donc le bénéfice avant impôt mais aussi les provisions comptables et les intérêts versés aux créanciers, à une époque où les grandes entreprises cotées en bourse ont tendance à s'endetter pour réduire leurs capitaux propres.

### Sources et bibliographie
- Yannick Lemarchand, Du dépérissement à l'amortissement : Enquête sur l'histoire d'un concept et de sa traduction comptable, Nantes, Ouest Éditions, 1993, 719 p. (ISBN 2-908261-53-7, lire en ligne)